# Ismael Espiga
Ismael Espiga (Carmelo, Uruguay, 5 de septiembre de 1978) es un futbolista uruguayo. Juega de delantero y su club actual es el  Club Atlético Ituzaingó (Uruguay) que juega en la Liga Mayor de Fútbol de Maldonado.

## Trayectoria
Jugó en el club Puntal del Este de la liga mayor de Maldonado antes de llegar en el 2002 a Deportivo Maldonado S.A.D. donde anotó 16 goles y terminó entre los diez máximos goleadores. Al año siguiente, en el 2003, se va a Montevideo Wanderers para posteriormente emigrar a mediados del 2003 al Macará, club con el que logra el ascenso al obtener el subcampeonato. 
En su regreso a Uruguay al Bella Vista anota 10 goles en el 2004. Jugó en un breve lapso incluso disputando la Recopa Sudamericana 2005 con Once Caldas de Colombia. Paso por diversos equipos y fue parte del equipo de Rampla Juniors que descendió en el 2012.

## Clubes
| Club                                      | País     | Año       |
| ----------------------------------------- | -------- | --------- |
| Deportivo Maldonado                       | Uruguay  | 2002      |
| Montevideo Wanderers                      | Uruguay  | 2003      |
| Macará                                    | Ecuador  | 2003      |
| Bella Vista                               | Uruguay  | 2004-2005 |
| Once Caldas                               | Colombia | 2005      |
| Bella Vista                               | Uruguay  | 2005-2006 |
| Universidad de Concepción                 | Chile    | 2006      |
| Santiago Morning                          | Chile    | 2006      |
| Juventud Las Piedras                      | Uruguay  | 2007      |
| Miramar Misiones                          | Uruguay  | 2008      |
| Olmedo                                    | Ecuador  | 2008-2009 |
| Central Español                           | Uruguay  | 2009      |
| Lobos de la BUAP                          | México   | 2010      |
| Juventude                                 | Brasil   | 2011      |
| Rampla Juniors                            | Uruguay  | 2011-2012 |
| Unión Comercio                            | Perú     | 2013      |
| Plaza Congreso                            | Uruguay  | 2017      |
| La Paloma                                 | Uruguay  | 2018      |
| Club Atlético Ituzaingó de Punta del Este | Uruguay  | 2019      |
| ProPlan FC Maldonado                      | Uruguay  | 2023--    |

- Datos: Q6084558